# Владимир Арсич
Владимир Арсич (босн. Vladimir Arsić, нар. 20 квітня 2001, Баня-Лука, Боснія і Герцеговина) — боснійський професійний футболіст, захисник українського клубу «Чорноморець».

## Клубна кар'єра
Вихованець клубу «Борац» (Баня Лука), але за першу команду провів лише три гри у кубку. Згодом грав за інші місцеві команди «ГОШК» та «Крупа», а в сезоні 2021/22 був стабільним гравцем основи боснійського «Леотара».
Влітку 2022 року перейшов у данський «Вайле», де у першому сезоні зіграв 8 матчів і допоміг команді вийти до Суперліги. Втім, у вищому данському дивізіоні не провів жодної гри до кінця року.
В кінці січня 2024 року став гравцем одеського «Чорноморця».

## Виступи за збірну
Виступав за юнацькі збірні Боснії і Герцеговини до 18 і 19 років.